# Système éducatif en Azerbaïdjan
 (novembre 2017).
Si vous disposez d'ouvrages ou d'articles de référence ou si vous connaissez des sites web de qualité traitant du thème abordé ici, merci de compléter l'article en donnant les références utiles à sa vérifiabilité et en les liant à la section « Notes et références ».
L'éducation en Azerbaïdjan est réglementée par le Ministère de l'éducation du pays.

## Histoire

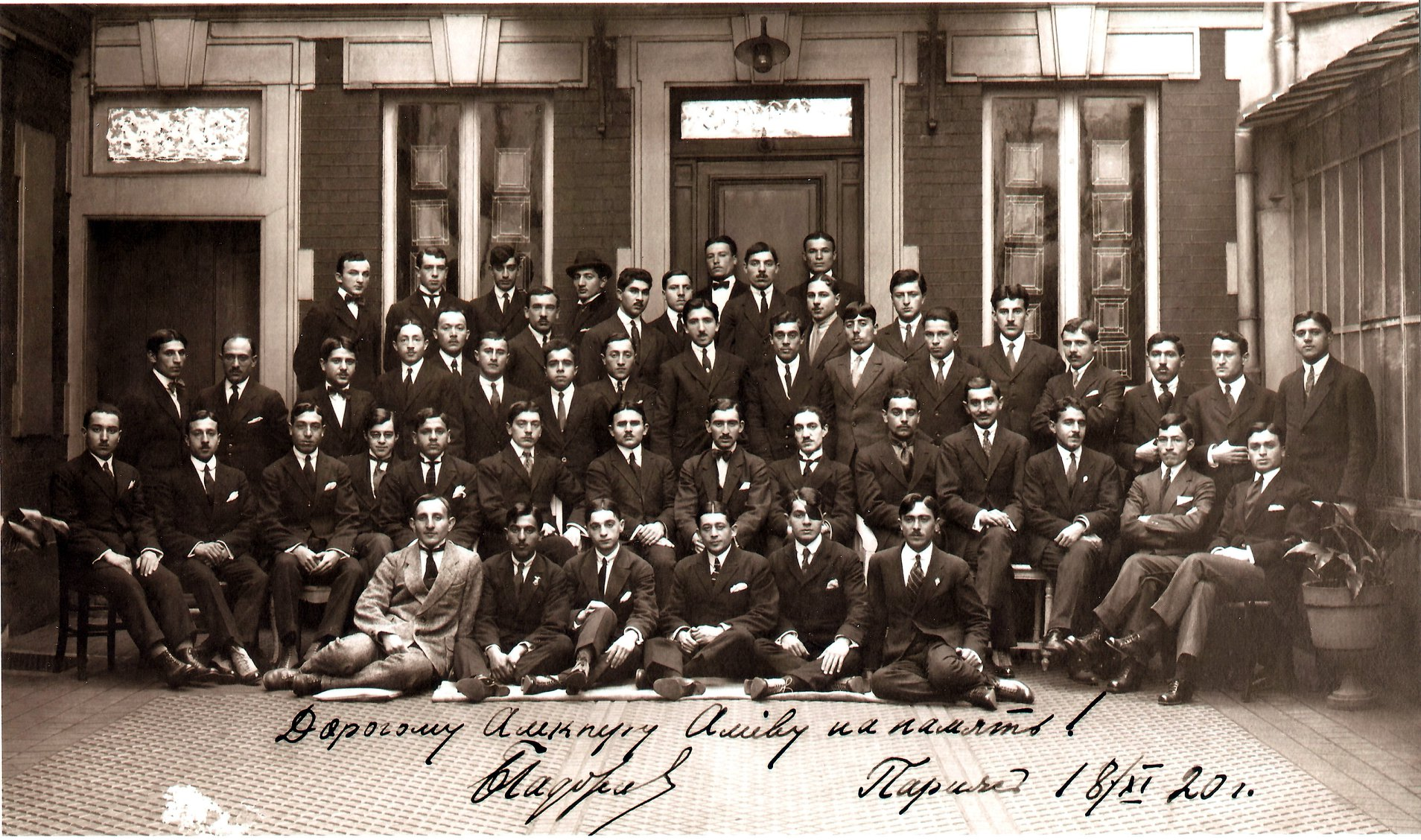
Les étudiants azerbaïdjanais étudiant à Paris en 1920

Dans la période pré-soviétique, l'éducation azerbaïdjanaise comprenait un entraînement religieux islamique intensif qui commence dans la petite enfance. À partir de l'âge de cinq ans environ et parfois jusqu'à l'âge de vingt ans, les enfants fréquentent des médersas, des établissements d'enseignement affiliés à des mosquées. Aux dix-septième et dix-huitième siècles, les médersas ont été établies en tant qu'établissements d'enseignement séparés dans les grandes villes, mais la composante religieuse de l'éducation est restée significative. En 1865, le premier lycée technique et le premier lycée féminin furent ouverts à Bakou. À la fin du XIXe siècle, les écoles élémentaires laïques pour les Azerbaïdjanais commencèrent à apparaître (les écoles pour les Russes ethniques avaient été établies plus tôt), mais les établissements d'enseignement supérieur et l'utilisation de la langue azerbaïdjanaise dans les écoles secondaires étaient interdits en Transcaucasie pendant toute la période tsariste. La majorité des enfants azerbaïdjanais ethniques n'ont reçu aucune éducation pendant cette période et le taux d'alphabétisation azerbaïdjanais est resté très bas, en particulier chez les femmes. Peu de femmes étaient autorisées à aller à l'école.
À l'époque soviétique, l'alphabétisation et le niveau d'éducation moyen ont augmenté de façon spectaculaire malgré le passage de l'arabe au latin dans les années 1920 et du latin au cyrillique dans les années 1930. Selon les données soviétiques, 100 % des hommes et des femmes (de neuf à quarante-neuf ans) étaient alphabétisés en 1970. Selon le rapport 2009 du Programme des Nations unies pour le développement, le taux d'alphabétisation en Azerbaïdjan est de 99,5 %.
Au cours de la période soviétique, le système éducatif azerbaïdjanais était basé sur le modèle standard imposé par Moscou, qui comprenait le contrôle de l'État sur tous les établissements d'enseignement et de fortes doses d'idéologie marxiste-léniniste à tous les niveaux.
Depuis l'indépendance, l'une des premières lois adoptées par le Parlement de l'Azerbaïdjan est d'adopter un alphabet latin modifié pour remplacer le cyrillique. À part cela, le système azerbaïdjanais a subi peu de changements structurels. Les changements initiaux ont inclus le rétablissement de l'éducation religieuse (interdite pendant la période soviétique) et les changements de programme qui ont réaffirmé l'utilisation de la langue azerbaïdjanaise et ont éliminé le contenu idéologique. Outre les écoles élémentaires, les établissements d'enseignement comprennent des milliers d'établissements préscolaires, d'écoles secondaires générales et d'écoles professionnelles, y compris des écoles secondaires spécialisées et des écoles techniques. L'éducation jusqu'à la neuvième année est obligatoire. A la fin de la période soviétique, environ 18 % de l'enseignement était en russe, mais l'utilisation du russe commença à décliner régulièrement à partir de 1988. Depuis, l'anglais et le russe sont enseignés en deuxième ou troisième langue.

## Système éducatif
L'éducation en Azerbaïdjan est considérée comme un domaine d'activité qui constitue la base du développement de la société et de l'État, avec une précaution et une supériorité stratégiques. En République d'Azerbaïdjan, le système éducatif a un caractère démocratique et laïc et ses fondements sont les valeurs nationales et internationales. Tous les citoyens ont droit à 9 ans d'enseignement général obligatoire. Le droit à l'éducation est le droit fondamental des citoyens de la République d'Azerbaïdjan. Cela a été établi dans la Constitution de la République d'Azerbaïdjan et dans la loi sur l'éducation de la République d'Azerbaïdjan.
L'article 42 de la Constitution stipule que le droit des citoyens d'être éduqués est déterminé comme suit :
« Tout citoyen a droit à l'éducation ;
L'État accorde un enseignement secondaire général obligatoire gratuit ;
L'état contrôle le système éducatif ;
L'État garantit l'éducation des personnes talentueuses sans égard à leur condition matérielle ;
Le gouvernement établit des normes éducatives minimales ;
Tout le monde a droit à l'éducation dans le cadre de la norme de l'État ;
Il est garanti que tous les citoyens ont droit à l'éducation en Azerbaïdjan indépendamment de leurs différences telles que la nationalité, la religion, la race, la langue, le sexe, l'âge, la santé et le statut social, la zone d'activité, le lieu de résidence et les opinions politiques.
L'éducation est gratuite et obligatoire pour les enfants âgés de six à quinze ans. L'enseignement de base est divisé en trois: l'enseignement primaire, le secondaire général et l'enseignement secondaire complet ».

## Langue
L'Azerbaïdjanais est la langue principale de l'éducation dans les écoles de la République d'Azerbaïdjan et l'Azerbaïdjanais est la langue officielle du pays. Il y a cependant beaucoup d'écoles qui offrent l'ensemble des 9 années de formation générale, 3 années d'études supérieures et un baccalauréat en russe. Les langues proposées ne se limitent pas qu'au russe : il existe des branches d'écoles et de fondations comme la British School et l'EF English First, qui offre une formation en anglais pour les étrangers et les expatriés du pays et les habitants, pour les 9-11 ans de l'enseignement général, bien que la majorité de ces écoles aient des frais de scolarité plus élevés que la moyenne les établissements d'enseignement locaux principalement en raison d'être des organisations privées et des écoles.
Pour le baccalauréat, le choix s'enrichit : les trois principales langues (azéri, russe et anglais) comme moyen d'enseignement sont toujours là, cependant, pour ceux qui envisagent de suivre des cours d'études régionales, les cours sont offerts dans des langues correspondant à leurs études du pays. Par exemple, les étudiants en études et culture japonaises doivent suivre des cours de japonais sans exception pour certaines classes, les cours d'été et les stages peuvent exiger une meilleure connaissance de la langue.
Les cours de premier cycle ont tendance à être enseignés en anglais, en particulier dans les universités nouvellement fondées ou populaires, par exemple ADA, l'École supérieure du pétrole de Bakou, l’Université d'ingénierie de Bakou (ancienne université de « Qafqaz »). Parallèlement à cela, les universités traditionnelles et anciennes tels l'Université d'État de Bakou, l'Université des langues d'Azerbaïdjan et d'autres établissements offrent non seulement des arts et des sciences humaines mais aussi des cours de sciences sociales principalement en anglais.

## Piliers

### Enseignement primaire
L'enseignement primaire commence avec une année de formation pré-primaire. Avant la formation préscolaire, la majorité des enfants connaissent déjà les bases de la compréhension à partir de la maternelle. La formation préscolaire vise donc principalement à développer la compréhension, la nature, le goût et la compréhension des enfants des éléments environnants. 
L'école primaire elle-même commence à l'âge de six ans et dure quatre ans, de 1 à 4 classes. À l'âge de 10 ans, les élèves passent un examen et passent à ce qu'on appelle dans le système français au collège. La majorité de la population fréquente les écoles publiques pour l'enseignement primaire, mais il y a beaucoup d'écoles privées.

#### Enseignement secondaire général
Cette étape de l'éducation est la même que dans le système français du collège et couvre les grades 5-9. L'enseignement secondaire général est également gratuit dans les écoles publiques. Pendant cette période, les étudiants approfondissent leurs connaissances de la littérature, des mathématiques, des langues, de l'histoire, de la culture, des sports, des sciences, des arts, , etc.. À la fin de l'enseignement secondaire général, ils passent un examen complet.

#### Enseignement secondaire complet
L'enseignement secondaire complet couvre les 10e et 11e années et est également gratuit dans les écoles publiques d'Azerbaïdjan. À ce stade, les étudiants choisissent déjà leur profession future et se préparent aux examens d'entrée qui ont lieu chaque année en été. Ceci est considéré comme la période d'études la plus vulnérable principalement parmi les étudiants en raison du niveau de stress causé par le concours d'examen d'entrée pour obtenir des notes plus élevées et obtenir des bourses complètes du gouvernement pour payer leurs frais de scolarité.

## Examen d'entrée
L'examen d'entrée est l'examen gouvernemental officiel des participants à entrer dans les universités chaque été dans différentes régions de l'Azerbaïdjan. Il était gratuit jusqu'à 2017, cependant, les étudiants qui veulent passer les examens d'entrée doivent maintenant payer 40₼ (23,5 $ à partir de 5 mai 2017). L'évaluation est basée sur le meilleur système : le score maximum est de 700. Les élèves doivent répondre à 25 questions de chaque sujet en fonction de leur cheminement, ce qui représente cinq sujets par groupe de professions. Il y a globalement quatre groupes principaux de profession et un supplémentaire (5e groupe) pour ceux qui prévoient d'aller dans des écoles professionnelles. Le gouvernement exempte ceux qui obtiennent des notes plus élevées des frais de scolarité.

## Diplômes et certificats
Les diplômés qui ont terminé leurs études et ont passé avec succès les examens et diplômes sont présentés avec un document d'état uniforme certifiant leur profession et leur diplôme. Le document de formation est la base pour commencer le travail et passer à la nouvelle étape. Les documents relatifs à l'enseignement présenté sont les suivants : bourse d'études, diplôme, master professionnel, diplôme, baccalauréat, master et doctorat de la catégorie « expert junior », certificat de spécialisation croissante, diplôme de recyclage.

## Programmes éducatifs
En Azerbaïdjan, le système éducatif comprend des programmes d'enseignement progressifs, des réseaux d'établissements d'enseignement, des organes directeurs du système éducatif et d'autres institutions s'occupant d'éducation et de formation. La gestion, dans le cadre de la fonction d'un système avec diverses caractéristiques, assure le maintien de certaines de ses structures, le fonctionnement, le programme et ses objectifs sont réalisés. Un système d'agences gouvernementales et d'organes autonomes communautaires est en train d'être mis en place[évasif] pour gérer l'éducation. Ces organisations opèrent dans le cadre des compétences définies dans la législation sur l'éducation et se trouvent dans des entreprises dotées de lois non contraignantes. 
La loi sur l'éducation est équilibrée par les règles et les programmes de la législation et des institutions éducatives appropriées et est basée sur l'expérience internationale. Le gouvernement de la République d'Azerbaïdjan, le ministère de l'éducation et les établissements d'enseignement locaux sont les principaux sujets de l'administration du système éducatif. Les administrations locales, les communautés scientifiques et pédagogiques, les associations de professionnels et de créativité, les sociétés, les institutions sociopolitiques et les sociétés participent à la gestion des établissements d'enseignement. Dans le processus de gestion, la mission du ministère de l'Éducation peut être généralisée aux aspects suivants : 
- Identification des problèmes les plus importants du système éducatif, ainsi que le degré d'importance de leur résolution et l'évaluation de l'environnement qui les entoure pour l'analyse et la prévision
- S'assurer que le système est légalement documenté afin que le processus soit effectué régulièrement et que la qualité soit améliorée
- L'analyse et l'estimation sont effectuées, les résultats sont présentés au groupe d'officiers qui reçoivent la décision
- La préparation et la réalisation du programme stratégique national relatif à l'éducation et à l'organisation des normes nationales d'éducation
- Statistiques et prévision et suivi des indicateurs inclus
- Proposer des services méthodiques, pour s'assurer que tout le monde les apprécie
- Établissement et développement de relations continues avec d'autres secteurs et États
- Introduire toutes sortes d'aides aux branches éducatives locales et aux institutions éducatives, de nouvelles idées et propositions concernant leurs plans et programmes d'éducation, les manuels scolaires et la stratégie du matériel éducatif
- Faire des expériences d'innovation et assurer des résultats positifs, leur soutien et leur mise en œuvre à grande échelle
- Rassembler des informations sur l'ensemble du système, mettre en place des banques de données privées, identifier les écarts et les éliminer à court terme
- Fourniture de financement du secteur de l'éducation (privé et public)
- Prendre des mesures efficaces pour investir dans le système

## Écoles
Il y a actuellement[Quand ?] 61 établissements d'enseignement supérieur, y compris des universités à Bakou et dans les régions.

### Écoles publiques
Les écoles publiques offrent 11 années d'éducation, y compris l'enseignement primaire, secondaire général et secondaire complet à partir de l'âge de 6 à 17 ans (parfois 18). Le gouvernement de l'Azerbaïdjan fournit gratuitement à toutes les écoles publiques les manuels nécessaires. Le moyen d'instruction est azerbaïdjanais, cependant, en raison de l'influence soviétique, il y a encore beaucoup d'écoles publiques offrant le russe comme langue d'enseignement.

### Écoles privées
Les expatriés et les locaux ont un large choix s'ils souhaitent que leurs enfants fréquentent des écoles privées : les lycées turcs et les écoles internationales sont les plus prisés. Les lycées turcs ont été les écoles privées les plus favorisées depuis que l'Azerbaïdjan a accédé à l'indépendance en 1991, mais récemment[évasif], en raison de problèmes d'organisation, le nombre de lycées turcs a considérablement diminué ou ils opèrent sous des noms différents. Il y a cependant encore beaucoup d'écoles turques à Bakou et dans les régions.
En raison des barrières linguistiques, les expatriés ne sont pas en mesure de bénéficier des écoles publiques offertes par l'Azerbaïdjan. Cependant, il existe un large choix des branches des écoles internationales qui peuvent être fréquentées à Bakou et dans les régions.

### Écoles professionnelles
Les écoles professionnelles peuvent commencer à partir de la 9e et 11e année et durer trois à quatre ans. Ces écoles enseignent les compétences aux étudiants.

## Universités
Il y a 38 universités publiques et 11 privées en Azerbaïdjan. Les rapports publiés par le Ministère indiquent qu'en 2016, 34 224 étudiants sont entrés dans les universités. Les universités emploient 11 566 professeurs et 12 616 professeurs dans le pays. Parce que la culture azerbaïdjanaise a toujours inclus un grand respect pour l'apprentissage laïc, le pays a traditionnellement été un centre d'éducation pour les peuples musulmans de l'ex-Union soviétique. Pour cette raison et en raison du rôle de l'industrie pétrolière dans l'économie de l'Azerbaïdjan, un pourcentage relativement élevé d'Azerbaïdjanais ont obtenu une certaine forme d'enseignement supérieur, notamment dans les domaines scientifiques et techniques. Plusieurs instituts professionnels forment des techniciens pour l'industrie pétrolière et d'autres industries primaires.
Les institutions d'enseignement supérieur les plus populaires sont l'Université d'État de Bakou, l'Académie d'État d'Azerbaïdjan, l'École supérieure du pétrole de Bakou, l’Université d'Ingénierie de Bakou, l'Université Khazar, l'Université azerbaïdjanaise du tourisme et de la gestion, l'Université technique d'Azerbaïdjan, l'Azerbaïdjan Université Pédagogique de l'État, Institut Pédagogique des Langues nommé Mirza Fatali Akhundov, l’Université Médicale d'Azerbaïdjan, l'Académie de Musique nommé Uzeyir Hajibayov. De nombreuses recherches scientifiques, qui pendant la période soviétique ont principalement porté sur l'amélioration de la production et du raffinage du pétrole, sont menées par l'Académie nationale des sciences de l'Azerbaïdjan, créée en 1945.
L'Université d'État de Bakou (Université d'Azerbaïdjan, créée en 1919) comprend plus d'une douzaine de départements, allant de la physique aux études orientales, et possède la plus grande bibliothèque d'Azerbaïdjan. La population étudiante s'élève à plus de 11 000 personnes et la faculté à plus de 600 personnes. L'Institut du pétrole et de la chimie, fondé en 1920, compte plus de 15 000 étudiants et une faculté d'environ 1 000 personnes. L'institut forme des ingénieurs et des scientifiques dans l'industrie pétrochimique, la géologie et les domaines connexes.